# The Bewitchin' Pool
"The Bewitchin' Pool" is de laatste aflevering van de originele The Twilight Zone-serie. Het scenario werd geschreven door Earl Hamner Jr..

## Plot

### Opening
In zijn openingsdialoog toont Rod Serling de kijker een zwembad in de achtertuin van een huis. Volgens hem is dit zwembad anders dan andere zwembaden. Want voor Jeb en Sport Sharewood, twee verwaarloosde kinderen, bevat dit zwembad geheimen die voor anderen verborgen blijven. Een geheime poort naar een plek voor mensen die even uit de realiteit moeten ontsnappen, naar de bodemloze gebieden van de Twilight Zone.

### Verhaal
Jebediah "Jeb" en Jean Louise "Sport" Sharewood zijn twee jonge kinderen die emotioneel worden verwaarloosd door hun ouders. Ze wonen weliswaar in een groot landhuis vol luxe, maar worden door hun ouders behandeld als lastige bemoeials. Hun moeder is fotomodel en hun vader zakenman.
Terwijl ze aan de rand van het zwembad in hun achtertuin zitten, komt als vanuit het niets een jongen met een strohoed op uit het zwembad opgedoken. Hij nodigt Jed en Sport uit hem te volgen. Ze duiken het zwembad in en komen weer boven water in een meer. Aan de rand van het meer bevindt zich een huis waar een hoop kinderen bezig zijn met o.a zwemmen, vissen en spelen. Er blijkt slechts één volwassene te zijn: een oudere dame die door iedereen Tante T. wordt genoemd. Ze vertelt Sport en Jed dat alle kinderen hier net als zij zijn weggehaald bij slechte ouders.
Na een tijdje beginnen Jed en Sport toch te twijfelen aan hun keuze hier te komen en vrezen dat hun ouders hen misschien zijn gaan missen. Ze keren via dezelfde weg terug naar huis, maar daar ontdekken ze al snel dat hun ouders hen totaal niet hebben gemist. Sterker nog: door hun plotselinge afwezigheid hebben hun vader en moeder besloten te gaan scheiden. Sport en Jed voelen nu aan dat hun ouders nooit echt om hen zullen geven en vluchten weer terug naar het huis van Tante T.

### Slot
In zijn slotdialoog richt Rod Serling zich nog even tot eventuele bezorgde ouders die nu zitten te kijken. Hij benadrukt dat er natuurlijk niet zoiets is als een poort in een zwembad die leidt naar een andere wereld. Maar wie kan met zekerheid zeggen hoe echt de fantasie van eenzame kinderen soms kan worden? Bij Jed en Sport veranderde hun drang naar liefde hun fantasie in werkelijkheid.

## Rolverdeling
- Kim Hector : Whitt
- Dee Hartford : Gloria Sharewood
- Mary Badham : Jean Louise "Sport" Sharewood
- Jeffrey Byron (als Tim Stafford) : Jebediah "Jeb" Sharewood
- Georgia Simmons : Tante T
- Harold Gould : radiopresentator
- Tod Andrews : Gil Sharewood
- June Foray : Sport Sharewood (stem)

## Trivia
- De stem van Mary Badham werd door de producers ongeschikt gevonden voor de buitenscènes, dus werden haar dialogen nagesynchroniseerd door June Foray.
- Deze aflevering staat op volume 42 van de dvd-reeks.